# 大人のカフェ
大人のカフェ（おとなのカフェ）は、日本の演劇コントユニット。東京を中心に不定期でコント舞台を開催し、メンバーはそれぞれ俳優・映画監督（加賀・山川）や脚本家（伊達）としても活動している。

## メンバー
加賀 成一（本名：川村 成一〈かわむら せいいち〉）
MC&バラエティー担当。
俳優。現在、FM京都『K-style radio』（毎週金曜日23:00~24:00）にてメインパーソナリティーを務める。
第20回小津安二郎記念蓼科高原映画祭ノミネート作品の短編映画『人の愛を喰らって、その屍で生きてみろ』は、初監督・脚本作品となる。
個人のYouTubeチャンネル『加賀ちゃんねる』では自身が手がけた短編映画、作詞作曲のMV、YouTubeドラマなどをアップしている。

山川 空海（やまかわ くうかい）（旧芸名及び本名：飯野 智司〈いいの さとし〉）
俳優、ナレーター。映画・舞台・CMなどに出演する傍ら、ナレーションなど声の仕事も熟している。
多趣味。車・バイク・キャンプ・登山を好む。自身の活動するYouTube『メグロエンヂン』ではツーリングや登山の様子を不定期でアップしている。
元バーテンダー。一時期は沖縄で暮らしており、泡盛マイスターの資格も持っている。
2022年、一念発起の末に本名と同一だった芸名を山川空海へ改名。

伊達さん（本名：伊達 円祐〈だて かずまさ〉）
コント脚本担当。
ドラマ脚本家としても活動。早稲田大学寄席演芸研究会出身で、ワタナベコメディスクール主催の大学お笑いコンテスト「笑樂祭」の第6代優勝者。

## 来歴
- ワタナベコメディスクールの同期で、加賀の呼びかけに山川と伊達が応じて結成[2][4]。リーダーは不在。
- 2013年1月の第1回単独公演『コーヒー畑でつかまえて』より活動を開始、以降不定期でコント公演を開いている。
- 単独公演とは別にアイドルグループ・HKT48のスマホゲーム『栄光のラビリンス』内でのイベントとして、年に1回東京・福岡にてコント劇を行なっている。
- 近年ではラジオのパーソナリティ、イベント出演、映像の脚本など各々が活動の幅を広げている。
- YouTubeのカガちゃんねる内で誕生した楽曲『Snow Letters』が、2020年9月19日にリリース[5]。歌唱は大人のカフェ、作詞作曲は加賀成一・石井亮輔。

## 芸風
- コント専門で、単独公演では7本〜10本程度のネタを披露する。人間関係のズレやすれ違いなどを題材にした内容が多い。
- 単独公演の特徴には『ゲストヒロイン』と『幕間ドラマ』がある。ほぼ毎回、女優・アイドル・タレントといった客演女性を1人『ゲストヒロイン』として迎えている（加賀の提案による）。また転換中に幕間映像としてカフェを舞台にしたショートドラマを挟む構成が採られ、このドラマがコントの内容とリンクしていくのも見所の1つとなっている。

## 出演

### テレビ
- コサキン・天海の超発掘!ものまねバラエティー マネもの（2015年10月9日、フジテレビ） - 加賀・伊達のみ
- Fake Station Thursday Midnight（2018年4月5日 - 、BSフジ）[6]
- 高嶺のハナさん（2021年4月11日 - 6月27日 BSテレビ東京）
- アンラッキーガール!（2021年10月7日 - 12月9日 日本テレビ系列） - 飯野のみ

### CM
- 3Dクレーンゲーム『神の手』（2018年7月9日 - 9月28日）[7]

### 映画
- あさひなぐ（2017年9月2日公開） - 加賀・飯野のみ[8]
- 空母いぶき（2019年5月24日公開）
- 映像研には手を出すな!（2020年9月25日公開）- 飯野
- 第20回小津安二郎記念蓼科高原映画祭・短編映画コンクールノミネート作品『人の愛を喰らって、その屍で生きてみろ』- 加賀（監督・脚本・出演）

## 舞台

### 定期公演
- コーヒー畑でつかまえて（2013年1月16日 - 17日、しもきた空間リバティ）
- モカコーヒーは秋の空（2013年9月13日 - 15日、しもきた空間リバティ）
- おしゃべりホットココア（2014年1月23日 - 26日、シアター711）
- 素晴らしいかな、エスプレッソ（2014年6月18日 - 22日、シアター711）
- カフェ店員は2度ベルを鳴らす 一度目（2014年11月27日 - 30日、新宿シアターモリエール）
- カフェ店員は2度ベルを鳴らす 二度目（2015年4月2日 - 5日、新宿シアターモリエール）
- 三粒のお豆（2015年6月26日 - 28日、下北沢シアター711）
- 真夜中のカフェボーイ（2015年11月11日 - 15日、恵比寿・エコー劇場）
- 飲みかけで帰ったあの娘[9]（2016年4月21日 - 24日、CBGKシブゲキ!!）
- カフェに向かって撃て![10]（2017年6月27日 - 7月2日、CBGKシブゲキ!!）
- 3歩進んで2歩シャガール[11]（2018年2月21日 - 25日、CBGKシブゲキ!!）
- 第12回特別公演「さよなら、People」（2019年5月25日、26日、恵比寿・エコー劇場）

### 特別公演
- HKT48 栄光のラビリンスpresents 大人のカフェ × HKT48特別公演
  - HKT48 栄光のラビリンスpresents 大人のカフェ×HKT48特別公演 〜君の答えを探して〜[12]（2017年10月3日 - 6日、原宿クエストホール）
  - 『〜君の答えを探して〜』福岡凱旋編（2018年4月12日 - 14日、BARKUP FUKUOKA）
  - 『絶対防衛少女!2018』[13]（2018年10月16日 - 19日、原宿クエストホール）
  - 『絶対防衛少女!2019』[14]（2019年3月22日 - 24日、BARKUP FUKUOKA）
  - 『奇跡の航路を行け!』（2019年10月8日 - 11日、原宿クエストホール）
  - 『奇跡の航路を、よぎらNight!』（2019年12月26日、恵比寿ザ・ガーデンホール）
  - コント劇『セカダツ-世界一明るい脱獄のススメ-』（2022年3月17日 - 20日、スカラエスパシオ）[15]
- 絶対忘年少女～今年最後のDON-DEN返し～（2018年12月27日、AiiA 2.5 Theater Tokyo）
- SKE48×大人のカフェ コント劇「今夜、あの橋の下で。」（2019年7月25日 - 27日、原宿クエストホール）

### 脚本
※いずれも伊達さんが担当
- ゲゲゲの鬼太郎 第6シリーズ（2018年4月1日 - 2020年3月29日、フジテレビ） - 全97話中9話担当
- love⇄distance（2020年6月27日 - 7月5日、Paravi）- 椿本慶次郎と共同
- 時をかけるバンド 第5・6・9話（2020年9月16日・23日、10月14日 FOD）
- 知ってるシノハラ（2021年1月7日 - 3月18日、FOD）
- おじさまと猫 第3話 - 第10話（2021年1月7日 - 3月11日、テレビ東京）
- 推しの王子様（2021年7月1日 - 9月23日、フジテレビ） - 阿相クミコと共同
- 武士スタント逢坂くん! 第3話（2021年8月10日、日本テレビ）
- しろめし修行僧（2022年4月9日 - 6月25日、テレビ東京） - 根本ノンジと共同
- よだれもん家族（2022年4月10日 - 9月25日、テレビ東京）- 八代丈寛、野崎浩貴と共同
- YouTube『大人のカフェ』『言いたいセリフ』脚本担当
- 新・信長公記 〜クラスメートは戦国武将〜（2022年7月24日 - 9月25日、読売テレビ・日本テレビ） - 金沢知樹と共同
- 警視庁考察一課（2022年10月17日 - 12月26日、テレビ東京系列） - ドラマプレミア23  - 秋元康、竹村武司、小川眞住枝らと共に脚本担当
- 警視庁・捜査一課長スペシャル（2023年4月4日、テレビ朝日）
- スタンドUPスタート（2023年1月18日 - 3月29日、フジテレビ） - モラルと共同
- ブラックペアンと言いたくて…（2024年7月12日 - 9月20日、TBS） - 橋本尚和・左子光晴（ともにヨーロッパ企画）と共同
- MADDER その事件、ワタシが犯人です（2025年4月11日 - 、関西テレビ）